# モーフィッド・クラーク
モーフィッド・クラーク（Morfydd Clark、ウェールズ語発音: [ˈmɔrvɪð]、1989年3月17日 - ）は、ウェールズの女優である。彼女は、映画『セイント・モード/狂信』のモード役や『どん底作家の人生に幸あれ!』のドーラ・スペンロウ役、テレビでは『ドラキュラ』のミナ・ハーカー役、『ダーク・マテリアルズ/黄金の羅針盤』のシスター・クララ役、 『ロード・オブ・ザ・リング:力の指輪』のガラドリエル役で知られている。

## 生い立ち
クラークはスウェーデンで生まれ、2歳のときに家族とともにウェールズのペナースに引っ越した。彼女は父親を「北アイルランドのグラスゴー人」と表現し、母親は北ウェールズ出身である。彼女は英語とウェールズ語に堪能で、7 歳のときに妹と一緒にウェールズ語学校に入学した。失読症とADHDに苦しんだ後、彼女は 16 歳で学校を中退した。2009年、彼女はブリティッシュ・ユース・ミュージック・シアターの『ブライアン・ホーによる』 の制作に受け入れられ、その後ナショナル・ユース・シアター・オブ・ウェールズに受け入れられた後、ドラマ・センター・ロンドンでトレーニングを受けた。

## キャリア
クラークは最終学期にドラマセンターを去り、サンダース・ルイスの劇「 Blodeuwedd with Theatr Genedlaethol Cymru 」に出演した。彼女はロイヤル コートの『暴力と息子』、シェフィールドのクルーシブル シアターの『ロミオとジュリエット』のジュリエット、ドンマー ウェアハウスの『危険な関係』に出演した。彼女はウィット・スティルマンの映画『ラブ＆フレンドシップ』でフレデリカ・バーノンを演じた。
2016年、彼女は映画『The Call Up』に出演し 、 The Old VicのKing Learでコーデリアとして出演した。2017年、彼女は『プラハの幕間』で主演し、『クリスマスを発明した男』でキャサリン ディケンズを演じた。
2019年、クラークは映画『クロール -凶暴領域-』、『どん底作家の人生に幸あれ!』、『永遠の美』に出演した。また、その年、彼女は絶賛されたサイコホラー映画『セイント・モード/狂信』にモードとして出演した。その演技により、彼女は、2020年の英国インディペンデント映画賞および 2021年のBAFTA ライジング スター賞で最優秀女優賞にノミネートされた。

### 力の指輪
2019年12月に、クラークがAmazonプライム製作の『ロード・オブ・ザ・リング:力の指輪』でガラドリエルの若い頃を演じることが報道された (そして2020年初めに確認された)。
クラークは、ウェールズ語を話せることで、バイリンガルのキャラクター、ガラドリエルの描写に影響を与えたことを「誇りに思っている」と述べた。「ウェールズ語を話すことは私にとって本当に役に立ちました。『彼女の心の言葉は何ですか?彼女は何語で考えているの？』」。別のインタビューで、クラークはウェールズ語での教育について次のように語っている。「ウェールズ語は表音なので、失読症の人に最適です。私は3年目に英語を学び始めました。」 「トールキンに夢中になっている母が本当に誇りに思っていたのは、トールキンがウェールズ人に触発されたということです。奇妙なことに、ウェールズ人はウェールズ人であり、ウェールズ語に夢中になっているので、彼の作品は私にとって名誉の印でした。」

## 出演作

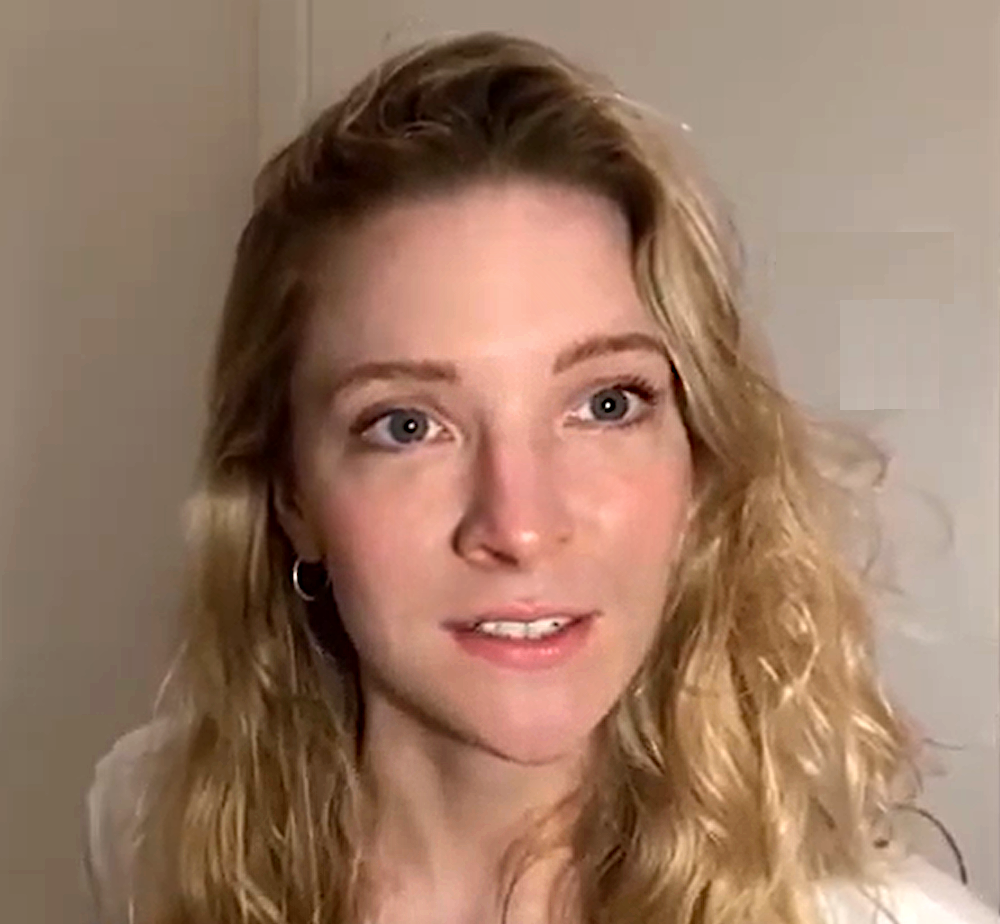
Clark in 2020

### 映画
| 年     | 邦題 原題                                                                      | 役名                   | 備考 | 吹替       |
| ------ | ------------------------------------------------------------------------------ | ---------------------- | ---- | ---------- |
| 2014年 | ボヴァリー夫人 Madame Bovary                                                   | Camille                |      | 吹替版なし |
| 2014年 | The Falling                                                                    | Pamela Charron         |      | N/A        |
| 2016年 | 高慢と偏見とゾンビ Pride and Prejudice and Zombies                             | ジョージアナ・ダーシー |      | TBA        |
| 2016年 | Love & Friendship                                                              | Frederica Vernon       |      | N/A        |
| 2016年 | National Theatre Live: Les Liaisons Dangereuses                                | Cécile Volanges        |      | N/A        |
| 2016年 | VR ミッション:25 The Call Up                                                   | シェリー               |      | 東内マリ子 |
| 2017年 | プラハのモーツァルト 誘惑のマスカレード Interlude in Prague                    | ズザンナ・ルプタック   |      | 吹替版なし |
| 2017年 | Merry Christmas! 〜ロンドンに奇跡を起こした男〜 The Man Who Invented Christmas | ケイト・ディケンズ     |      | 坂本真綾   |
| 2019年 | クロール -凶暴領域- Crawl                                                      | ベス・ケラー           |      | 竹内夕己美 |
| 2019年 | どん底作家の人生に幸あれ! The Personal History of David Copperfield            | ドーラ・スペンロウ     |      | 吹替版なし |
| 2019年 | Eternal Beauty                                                                 | Young Jane             |      | N/A        |
| 2019年 | セイント・モード/狂信 Saint Maud                                               | モード                 |      | 行成とあ   |

### テレビ
| 年      | 邦題 原題                                                                   | 役名                   | 備考                              | 吹替                               |
| ------- | --------------------------------------------------------------------------- | ---------------------- | --------------------------------- | ---------------------------------- |
| 2014年  | New Worlds                                                                  | Amelia                 | Television miniseries             | N/A                                |
| 2014年  | A Poet in New York                                                          | Nancy Wickwire         | テレビ映画                        | N/A                                |
| 2015年  | Arthur & George                                                             | Mary                   | Episode: "1.1"                    | N/A                                |
| 2018年  | エイリアニスト The Alienist                                                 | Caroline Bell          | Episode: "Silver Smile"           |                                    |
| 2018年  | The City and the City                                                       | Yolanda Stark          | Episodes: "Breach," "Ordinary"    | N/A                                |
| 2018年  | パトリック・メルローズ Patrick Melrose                                      | Debbie Hickman         | Episodes: "Bad News," "Some Hope" | TBA                                |
| 2018年  | Outsiders                                                                   | Mari                   | テレビ映画                        | N/A                                |
| 2019年  | ダーク・マテリアルズ/黄金の羅針盤 His Dark Materials                        | シスター・クララ       | 計4話                             | 司薫（DVD版） 那村有香（U-NEXT版） |
| 2020年  | ドラキュラ Dracula                                                          | ミナ・ハーカー         | テレビミニシリーズ                | 清水理沙                           |
| 2022年- | ロード・オブ・ザ・リング:力の指輪 The Lord of the Rings: The Rings of Power | ガラドリエル           | 主演                              | 行成とあ                           |
| 2023年  | アガサ・クリスティー 殺人は容易だ Murder is Easy                            | ブリジット・コンウェイ | テレビミニシリーズ 計2話出演      | 清水理沙                           |

## 賞とノミネート
| 年     | 賞                                                     | 部門                            | 対象                                                     | 結果       |
| ------ | ------------------------------------------------------ | ------------------------------- | -------------------------------------------------------- | ---------- |
| 2020年 | ダブリン映画批評家協会                                 | ブレークスルー賞                | 『セイント・モード/狂信』と『どん底作家の人生に幸あれ!』 | 受賞       |
| 2021年 | ロンドン批評家協会映画賞                               | 年間最優秀英国/アイルランド女優 | 『セイント・モード/狂信』と『Eternal Beauty』            | 受賞       |
| 2021年 | ブリティッシュ・インディペンデント・フィルム・アワード | 主演女優賞                      | 『セイント・モード/狂信』                                | ノミネート |
| 2021年 | 第74回英国アカデミー賞                                 | ライジングスター賞              | 彼女自身                                                 | ノミネート |